# Tálín
Pour les articles ayant des titres homophones, voir Tallinn et Talin.
Tálín (jusqu'en 1923 : Talina ; en allemand : Talin) est une commune du district de Písek, dans la région de Bohême-du-Sud, en République tchèque. Sa population s'élevait à 169 habitants en 2020.

## Géographie
Tálín se trouve à 6 km au nord de Protivín, à 8 km au sud-est de Písek, à 36 km au nord-ouest de České Budějovice et à 94 km au sud-sud-ouest de Prague.
La commune est limitée par Písek au nord, par Paseky à l'est, par Žďár au sud et par Protivín à l'ouest.

## Histoire
La première mention écrite du village date de 1253.

## Transports
Par la route, Tálín se trouve à 10 km de Písek, à 43 km de České Budějovice et à 134 km de Prague.